# Мітчелл те Вреде
Мітчелл те Вреде (нід. Mitchell te Vrede, нар. 7 серпня 1991, Амстелвен) — суринамський футболіст, нападник аравійського клубу «Аль-Фатех».

## Ігрова кар'єра
У дорослому футболі дебютував 2010 року виступами за команду клубу АЗ, у складі основної команди якого, втім, жодної гри чемпіонату не провів.
Натомість зацікавив представників тренерського штабу клубу «Ексельсіор» (Роттердам), до складу якого приєднався 2011 року. Відіграв за команду з Роттердама наступний сезон своєї ігрової кар'єри.
До складу «Феєнорда» перейшов 2012 року.